# Burt Collins
Burt Collins (* 27. März 1931 in New York City; † 23. Februar 2007 ebenda) war ein US-amerikanischer Studio- und Jazz-Musiker (Trompete, Flügelhorn).
Collins arbeitete ab Mitte der 1950er Jahre bei Johnny Richards, Urbie Green und in Woody Herman and The Swingin' Herd (Blues Groove; 1956). In den 1960er Jahren war er mit Lew Tabackin Solist in der Duke Pearson Big Band. Um 1970 bildete er mit dem Trompeter Joe Shepley die Band Collins-Shepley Galaxy, die zwei Alben aufnahm, darunter ein Lennon/McCartney-Tributalbum. Der Band gehörte u. a. auch Michael Abene an. Collins wirkte im Bereich des Jazz von 1956 bis 2004 bei 168 Aufnahmesessions mit, außer den Genannten auch bei Blue Mitchell, Sal Salvador, Pat Moran, Jimmy McGriff, Stanley Turrentine, Albert Ayler (New Grass), Astrud Gilberto, George Benson, Manhattan Transfer, Airto Moreira, Paul Desmond, Eumir Deodato und Lalo Schifrin. Collins spielte in den 1970er Jahren mit dem Pianisten David Matthews, wirkte bei der Broadway-Aufführung von Jesus Christ Superstar mit und ist auch dem T.-Rex-Album Electric Warrior von 1971 zu hören. 1977 gehörte er dem Lee Konitz Nonett an. Collins war außerdem Autor von Lehrwerken zum Trompetenspiel.

## Veröffentlichungen
- Music Minus One Trumpet: 18 Jazz Duets for Two Trumpets
- Trumpet Duets in Jazz
- Easy Jazz Duets for Two Trumpets and Rhythm Section